# خوسه لوئیس کابایرو
خوسه لوئیس کابایرو (اسپانیایی: José Luis Caballero‎; ۲۱ ژوئن ۱۹۵۵ – ۱۴ ژانویهٔ ۲۰۲۱) بازیکن فوتبال اهل مکزیک بود.
وی همچنین در تیم ملی فوتبال مکزیک بازی کرده‌است.
وی در مسابقات بین‌المللی در مجموع برندهٔ ۱ مدال طلا شده‌است.